# Nefrolitotomia percutânea
Nefrolitotomia percutânea é um procedimento minimamente invasivo para remover cálculos renais volumosos do rim.